# Phyllodromica notabilis
Phyllodromica notabilis är en kackerlacksart som först beskrevs av Lucien Chopard 1936.  Phyllodromica notabilis ingår i släktet Phyllodromica och familjen småkackerlackor.
Artens utbredningsområde är Marocko. Inga underarter finns listade i Catalogue of Life.